# Parc ethnobotanique Omora
Le parc ethnobotanique Omora (en espagnol : Parque Etnobotánico Omora) est une réserve naturelle ethnobotanique située à 3 km à l'ouest de Puerto Williams sur l'île Navarino au Chili.
Ce parc, créé par le Dr Ricardo Rozzi, est ouvert au public et a pour vocation la recherche, l'éducation, l'information sur la Nature, son environnement et son lien avec l'Homme. Il a également pour objectif la conservation, du paysage, de la faune et de la flore. Le parc se situe au cœur de la réserve de biosphère du cap Horn. Son appellation « Omora » est un mot des amérindiens Yamanas qui désigne un oiseau, le colibri du Chili (Sephanoides sephanoides).

## Climat
C'est un climat sub-antarctique situé entre le climat tempéré et le climat polaire. Frais à froid mais jamais polaire, il se rapproche de celle du parc national Tierra del Fuego. Les vents dominants sud-ouest, y sont très soudains et violents.

## Milieu naturel
Les scientifiques nomment ces paysages très particuliers forêts miniatures du cap Horn (en anglais : miniature forests of Cape Horn). Le parc est traversé par la rivière Róbalo. On note la présence de tourbières.

### Flore
On y observe le ñire (Nothofagus antarctica), le lenga (Nothofagus pumilio), le Nothofagus betuloides, le notro (Embothrium coccineum), le canelo (Drimys winteri) et aussi des mousses et des lichens.

### Faune
- Le Martin-pêcheur à ventre roux (Megaceryle torquata)
- Le Caraca du Sud (Caracara plancus)

## Galerie

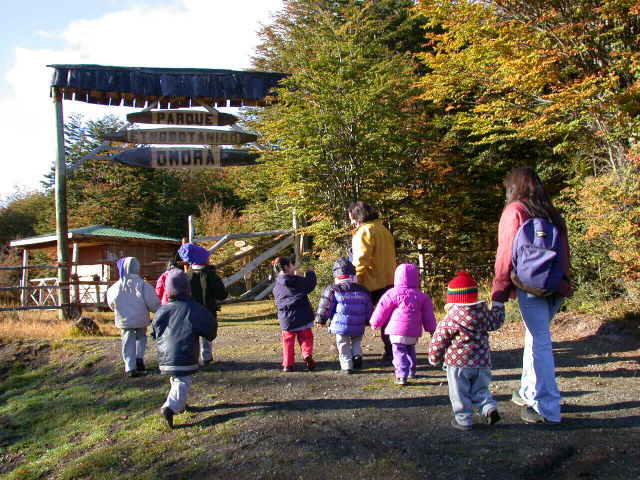
Entrée du parc
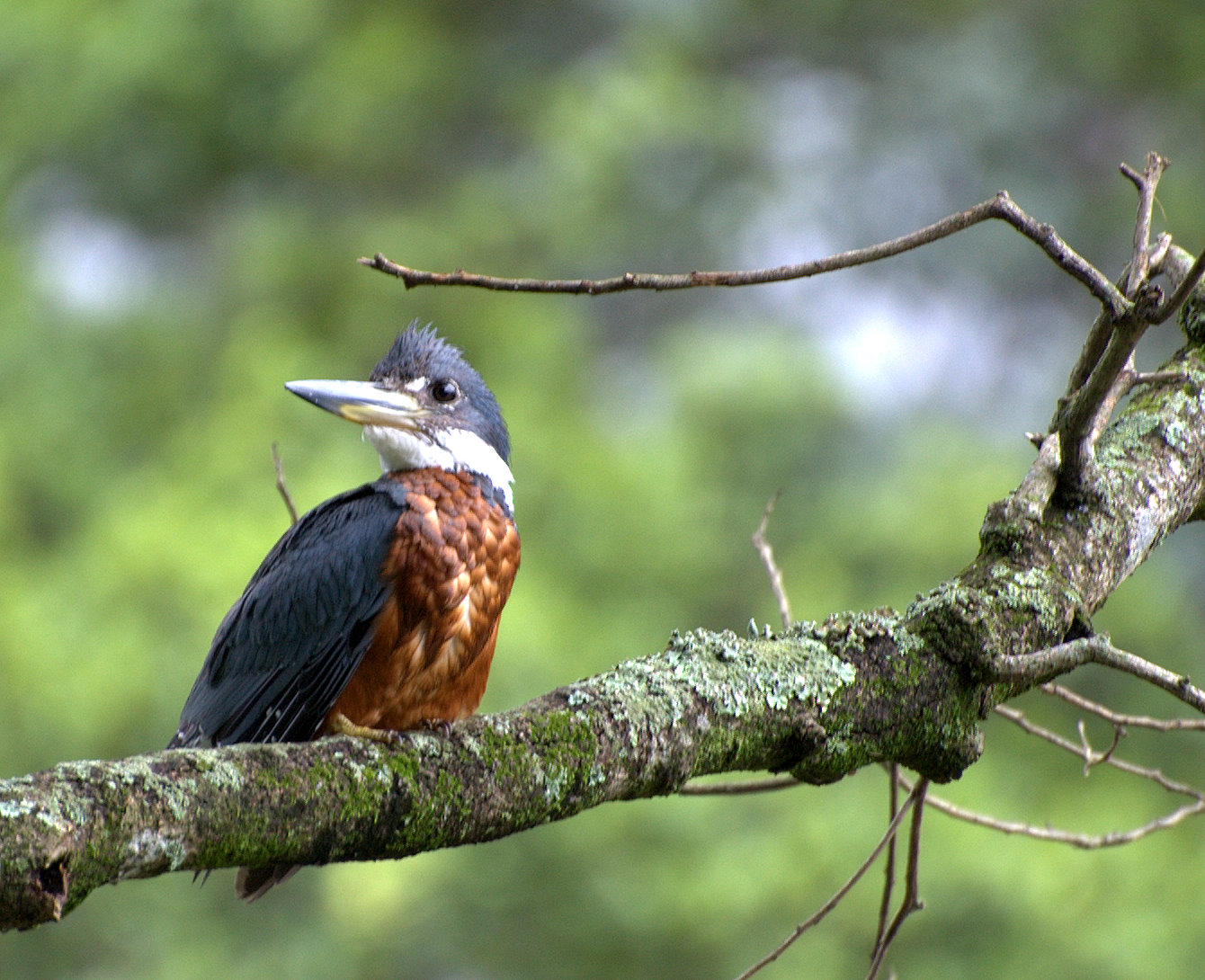
Martin-pêcheur à ventre roux (Megaceryle torquata)
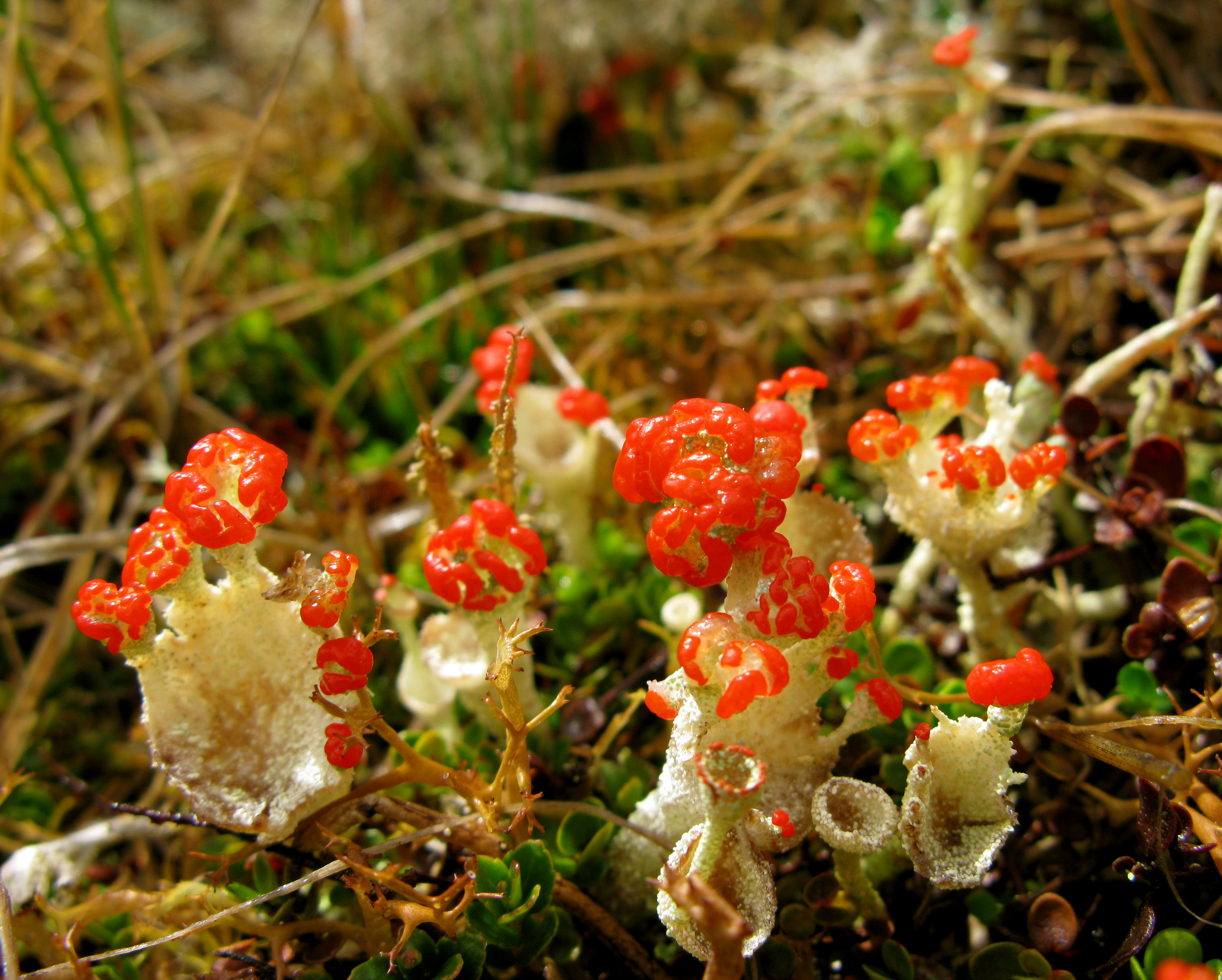
Cladonia
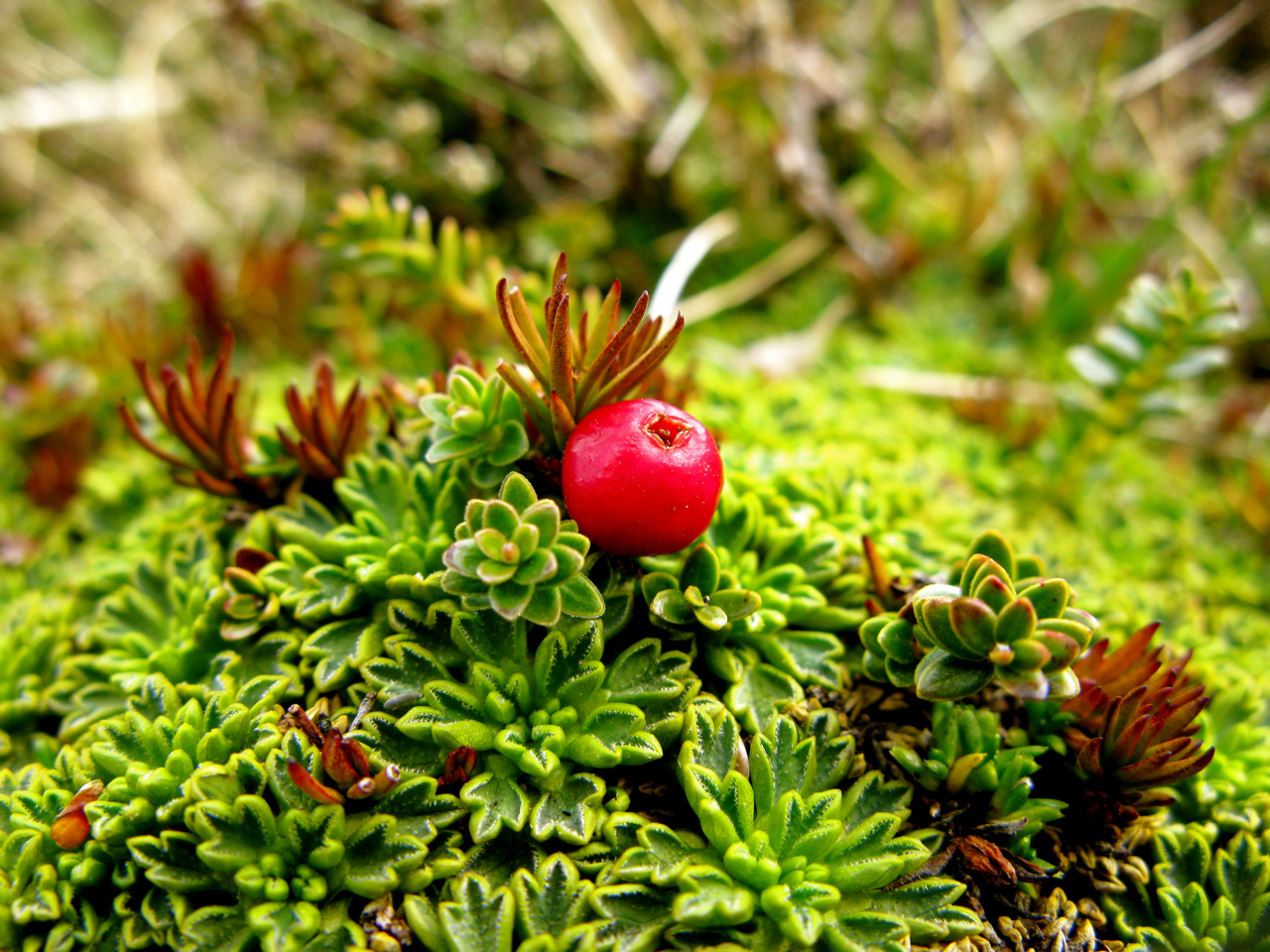
Empetrum rubrum

### Vidéos
- The invisible Journey: Ecotourism with a Hand-Lens
- Parque Omora: Laboratorio Natural by TVN - CONICYT - CABALA
- La Medida de Omora by Claudia Esslinger
- TV UMAG Ecotourism with a Hand Lens - Ecoturismo con Lupa
- La Medida de Omora y Los Cabos de Hornos by Claudia Esslinger
- Field Environmental Philosophy /Filosofia Ambiental de Campo: El Retorno a la Madriguera (The Return to the Den) by Jaime Sepulveda
- Belleza de Pensar Cristian Warnken, Lorenzo Aillapán y Ricardo Rozzi
- Efecto Picaflor
- Efecto Picaflor sinopsis
- TV UMAG Omora LA BIODIVERSIDAD
- TV UMAG Omora VALOR INTRINSECO
- TV UMAG Omora VALOR INSTRUMENTAL
- TV UMAG Omora Turismo sustentable Parque Cabo de Hornos
- TV UMAG Omora Guia Multi Etnica de Aves Subantarticas
- Naturaleza Pajaro, Bosque Nativo - Lorenzo Aillapan by Olaf Pena Pastene
- Naturaleza Pajaro, Bosque Nativo - Ricardo Rozzi by Olaf Pena Pastene